# Розињано Солвај-Кастиљиончело (Ливорно)
Розињано Солвај-Кастиљиончело је насеље у Италији у округу Ливорно, региону Тоскана.
Према процени из 2011. у насељу је живело 19786 становника. Насеље се налази на надморској висини од 13 м.